# Chosco de Tinéu
Chosco de Tinéu é um enchido típico da região espanhola das Astúrias. Preparado com tripa, gordura e carne de porco, é curado e fumado. Constitui um produto de denominação de origem protegida, de acordo com as normas da União Europeia.
Os ingredientes usados na sua preparação são no mínimo 80% de carne do lombo e 15% de língua, sal, pimentão e alho. A tripa que serve de invólucro e o ceco do intestino grosso do porco. A sua forma arredondada irregular deriva deste facto.
Possui uma cor avermelhada, mais ou menos intensa consoante o tipo de carne utilizada e a concentração de pimentão. O seu sabor é agridoce e fumado.

## Concelhos produtores
Para além de Tinéu (em língua asturiana) ou Tineo (em língua castelhana), estão incluídos na região de origem protegida os seguintes concelhos asturianos:
- Allande
- Belmonte de Miranda
- Cangas del Narcea
- Salas
- Somiedo
- Valdés
- Villayón